# Franz Fuchs (Politiker, 1876)

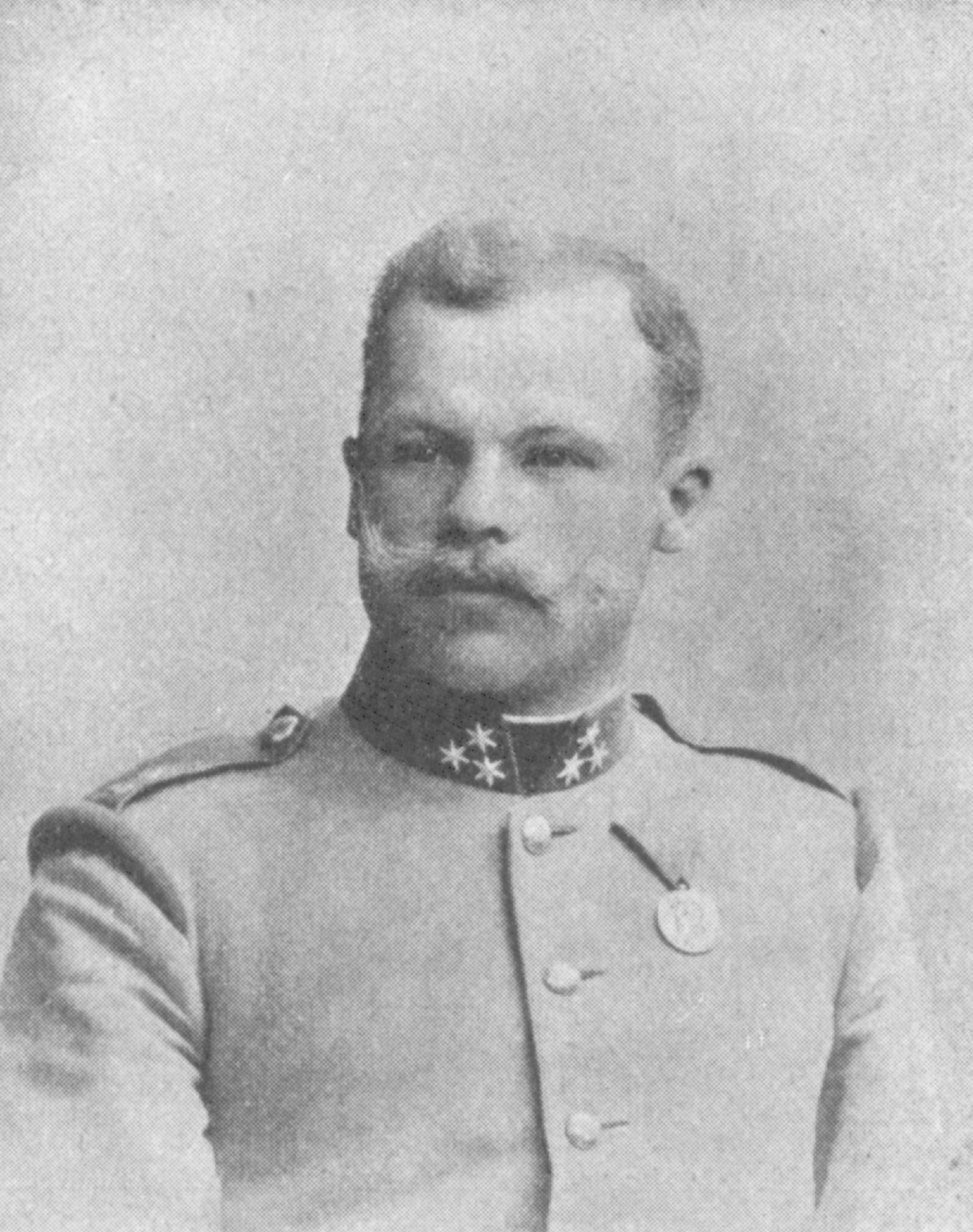
Franz Fuchs

Franz Fuchs (* 8. Juni 1876 in Garsten bei Steyr; † 15. September 1914 bei Zaleszany in Polen) war ein österreichischer Politiker und Mitglied des Reichstags.

## Leben
Fuchs war der Sohn eines Postunterbeamten. Er lernte Buchdrucker und war bei der Linzer Landwehr. Fuchs war daneben schon früh in der christlichsozialen Volksbewegung Oberösterreichs aktiv und leitete mehrere Jahre lang die Redaktion der „Katholischen Arbeiterzeitung“. 1907 wurde er im Wahlbezirk Ottensheim-Urfahr-Leonfelden als Abgeordneter der christlichsozialen Partei in den Reichsrat (XI. und XII. Legislaturperiode, Wahlbezirk Oberösterreich 13) gewählt. 1909 wurde er Abgeordneter im Landtag von Oberösterreich. Fuchs bearbeitete vor allem die Themenfelder Landwirtschaft, Gewerbe sowie Militärangelegenheiten. Er verfolgte daneben besonders die Interessen der christlichen Arbeiterbewegung. Im Ersten Weltkrieg leistete er Kriegsdienst. Schon am 15. September 1914 fiel er in einem Schützengraben bei Zaleszany.